# بوبي ميتشيل (كاتب أغاني)
بوبي ميتشيل (بالإنجليزية: Bobby Mitchell)‏ هو كاتب أغاني أمريكي، ولد في 16 أغسطس 1935، وتوفي في 1986.